# Dorothee Markert

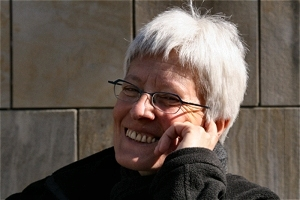
Dorothee Markert

Dorothee Markert (geb. 1950) ist eine deutsche feministische Philosophin, Autorin, Übersetzerin und Referentin. Ihr politisch-philosophisches Denken steht in der Tradition der italienischen Philosophinnen der Gruppe Diotima aus Verona und des Mailänder Frauenbuchladens (Libreria delle donne di Milano). Sie ist Lehrerin und Diplom-Pädagogin und hat über Leseerziehung promoviert.

## Leben
Dorothee Markert wurde 1950 geboren und wuchs auf der Schwäbischen Alb auf. Nach dem Lehramtsstudium an der Pädagogischen Hochschule Freiburg von 1969 bis 1972 legte sie 1974 ihr Diplom als Pädagogin ab. Mehr als zwanzig Jahre lang arbeitete sie anschließend als Lehrerin an verschiedenen Grund-, Haupt- und Sonderschulen im Schwarzwald. Zwischenzeitlich ließ sie sich beurlauben und studierte "Ausländerpädagogik." 1997 verließ sie den Schuldienst. Zunächst arbeitete sie fünf Jahre lang in der sozialpädagogischen Familienhilfe. Danach arbeitete sie bis 2014 als Lerntherapeutin in eigener Praxis – daneben als freie Autorin, Übersetzerin, Publizistin und Referentin.
Sie war ab 1972 in der Frauenbewegung in Freiburg aktiv und beteiligte sich an der Gründung des ersten Freiburger Frauenzentrums. 1988 lernte sie das Denken und die Politik der feministischen Philosophinnen aus des Mailänder Frauenbuchladens und der Diotima-Gruppe aus Verona kennen. Seither widmet sie sich der Vermittlung von deren Ideen und dem eigenen philosophischen Denken als Autorin, Übersetzerin und Referentin in der Erwachsenenbildung sowie als Redakteurin des Online-Forums "beziehungsweise-weiterdenken", das sie 2007 mit anderen Frauen gründete. Inzwischen ist sie in Rente, schreibt und übersetzt jedoch weiterhin für beziehungsweise-weiterdenken und ihren Blog. Dorothee Markert lebt bei Freiburg im Breisgau.

## Politisch-Philosophisches Werk

### Von sich selbst ausgehen
Dorothee Markert erklärt ihre Auffassung von politischem Denken am Beispiel der Gespräche, die sie als Jugendliche mit ihrer Schwester beim Aufräumen der Küche führte. Dabei stellten sie ausgehend von nahe liegenden Themen Bezüge des eigenen Erlebens zu gesellschaftlich-politischen Fragen her und umgekehrt. Diese Eigenständigkeit des Denkens fand sie später wieder in der Methode der „praktischen Philosophie des Von-sich-selbst-Ausgehens“ der italienischen Philosophinnen der Gruppe Diotima aus der Universität Verona und der Frauen des Mailänder Frauenbuchladens "Libreria delle donne di Milano" kennenlernte. Dabei wird die eigene Erfahrung zum Ausgangspunkt für die Auseinandersetzung mit den philosophischen Gedanken anderer sowie für das eigene Nachdenken. „Die Italienerinnen gehen nicht von Defiziten wie Unterdrückung und Benachteiligung aus, sondern von Stärke. Einer Stärke, die aus dem Begehren kommt, aus dem, wonach sich die einzelne Frau sehnt – und vom Fruchtbarmachen der Unterschiede zwischen den Frauen.“ Wegen der Betonung der Unterschiede wird das Denken der Italienerinnen auch Differenzfeminismus genannt. Chiara Zamboni und ihre profunde Kenntnis der Werke Simone Weils begeisterten Dorothee Markert und regten sie an, selbst zu forschen. So beschäftigte sie sich für ihre Promotion zur Leseerziehung mit dem Thema weibliche Autorität in Kinderbüchern. Für ihre Dissertation mit dem Titel Momo, Pippi, Rote Zora… was dann? Leseerziehung, weibliche Autorität und Geschlechterdemokratie untersuchte sie die Bedeutung und Auswirkung literarischer Vorbilder in Kinderbüchern.

### Wachsen am Mehr anderer Frauen
Dorothee Markert eignete sich autodidaktisch die Werke der italienischen Philosophinnen, aber auch die Werke von Simone Weil und Hannah Arendt und anderer Philosophinnen und Philosophen an. Oftmals entwickelte sie ihre Gedanken in Austausch mit anderen, so etwa in Auseinandersetzung mit den Werken der Denkerinnen der Diotima-Gruppe aus Verona, insbesondere von Chiara Zamboni und Luisa Muraro, die sie übersetzte und kommentierte. Auch das Übersetzen geschah teilweise gemeinsam. Zusammen mit Antje Schrupp übersetzte sie Texte der Gruppe Diotima. Jenseits der Gleichheit. Über Macht und die weiblichen Wurzeln der Autorität erschien 1999 im Ulrike Helmer Verlag, ebenso Die Welt zur Welt bringen. Politik, Geschlechterdifferenz und die Arbeit am Symbolischen, das sie mit Antje Schrupp und Andrea Günter übersetzte. Gleichzeitig vermittelte Dorothee Markert als Referentin in der Erwachsenenbildung die Ideen der italienischen Philosophinnen im deutschsprachigen Raum. Ihre Vorträge veröffentlichte sie im Jahr 2002 unter dem Titel Wachsen am Mehr anderer Frauen.
Alleine übersetzte und kommentierte sie das sprachphilosophische Buch von Chiara Zamboni Unverbrauchte Worte. Frauen und Männer in der Sprache, das 2005 im Christel Göttert Verlag erschien. 2012 folgte, zusammen mit Antje Schrupp, die Übersetzung von Diotima: Macht und Politik sind nicht dasselbe, 2013 erschien ihre Übersetzung des Buches Denken in Präsenz von Chiara Zamboni.

### Ich kann nicht ohne ... politisches Denken – Monographien
2002 erschien das Bändchen Nicht Mangel, sondern Fülle. Arbeiten neu denken. Darin stellt Dorothee Markert die Frage, wie wir arbeiten wollen, und definiert in Auseinandersetzung mit Simone Weil und Hannah Arendt fünf Bedingungen, die eine Arbeit erfüllen muss, damit sie Freude macht und Sinn stiftet. Ein wichtiger Begriff ist in diesem Zusammenhang das Begehren. Kritik übt sie daran, in Bezug auf (Erwerbs-)Arbeit von einem Mangel zu sprechen und Menschen durch die dadurch erzeugte Angst dazu zu bringen, unbefriedigende Arbeitsstellen zu akzeptieren – statt die prinzipielle Fülle zu sehen und dementsprechend gute Arbeitsbedingungen zu gestalten.
In ihrem nächsten philosophischen Bändchen geht es ebenfalls um die Fülle, dieses Mal in der Welt der freiwilligen Gabe: In Fülle und Freiheit in der „Welt der Gabe“ untersucht sie, ausgehend von einem Werk des franko-kanadischen Soziologen Jacques T. Godbout, das Geben als menschliches Grundbedürfnis im Unterschied zum System des Marktes und des Tauschs. Sie erkundet die „Welt der Gabe“ und ihre Regeln und beschreibt Konflikte, die beim Schenken entstehen können. Im Unterschied zu Godbout sieht sie die Gabe und das Schenken nicht als per se dem Tausch vorzuziehen, sondern weist darauf hin, dass beide Welten oder Ebenen, Gabenebene wie Tauschebene, unterschiedliche Freiheiten bieten. Sie plädiert dafür, "die Möglichkeiten auszuschöpfen, die im Nebeneinander von Gabe uns Tausch liegen", um insgesamt eine größere Freiheit zu gewinnen. Dorothee Markert kritisiert die Beschwörung von Werten, wie sie in der Politik meist geschieht, wenn Bezug auf die Welt der Gabe genommen wird. Handlungsmöglichkeiten eröffne vielmehr, die Gabenebene und ihre Regeln sichtbar zu machen. Die Familie beschreibt sie mit Godbout als "Ausgangs- und Lernort für den Umgang mit Gaben". Sie betont, dass vor allem Frauen hier eine wichtige Stellung einnehmen, weil von ihnen zwei Geschenke ausgehen, die für jeden Menschen existenziell sind: das Geschenk des Lebens und das Geschenk der Sprache. Gleichzeitig sind diese Gaben darauf angewiesen, dass sie weitergegeben werden, nicht aus Schuld und Verpflichtung (die zur Welt des Tausches gehören), sondern in Freiheit. Die Dankbarkeit, die der Mutter gegenüber wie auch jede andere, besteht nicht in einer Schuld, sondern in der freien Annahme des Geschenkes, der Freude daran und in der Folge auch darin, andere daran teilhaben zu lassen.
Einer Analyse der Verflechtung von Arbeit und Liebe in der Haus- und Familienarbeit von Angelika Krebs folgend zeigt Dorothee Markert am Beispiel ihrer eigenen Paarbeziehung auf, wie die Unterscheidung von Tauschaspekten, Fürsorgeaspekten, geteilter Praxis und Geschenkeebene helfen kann, die Haus- und Familienarbeit gerechter zu verteilen. Als weiteren Aspekt der Gabenwelt beschreibt sie in Bezugnahme auf Karl Jaspers und Ina Praetorius auch die Religion als Annahme eines Geschenkes und als Bezug zu etwas Unverfügbarem: Freiheit, Zufriedenheit, Glück, gutes Leben sind Segen, Gabe und Geschenk.
Für ihre Buch Lebenslänglich besser. Unser verdrängtes pietistisches Erbe befragt Dorothee Markert sich selbst und sechzehn andere Personen, die in einem pietistischen Umfeld in Württemberg aufgewachsen sind, findet gemeinsame Prägungen und entwickelt davon ausgehend Vorschläge für einen Umgang mit fundamentalistischen Tendenzen: mit Menschen, die "anders" sind, ins Gespräch kommen über Visionen, Sehnsüchte und Herzenswünsche, Luisa Muraro folgend die "Kunst, Maschen aufzuziehen", als Vorgang zwischen dem Aufbewahren und dem Wegwerfen, zwischen dem Zerstören und dem Restaurieren, und mit Simone de Beauvoir die "Doppelsinnigkeit" als Anerkennung der Ambivalenz von Handlungen und Meinungen. Auch stellt sie einen Zusammenhang zwischen Pietismus und Sozialismus her und beschreibt den selbstgemachten Druck, Opfer zu bringen und immer besser sein zu wollen, den auch kirchenfernere Frauen und Männer kennen.
Auch auf ihrem eigenen Blog Ich kann nicht ohne ... politisches Denken entwickelt Dorothee Markert ausgehend von Alltagserlebnissen politische und philosophische Gedanken, ebenso in ihren Beiträgen im Online-Forum beziehungsweise-weiterdenken, das sie mitgegründet hat.

### Gutes Leben für alle – gemeinsames Denken
Nicht nur mit den italienischen Philosophinnen, auch mit Philosophinnen und politischen Denkerinnen aus dem deutschen Sprachraum setzte sich Dorothee Markert auseinander und entwickelte Gedanken mit ihnen zusammen. Über die Freude am gemeinsamen Denken äußert sie sich im Interview mit Juliane Brumberg: „Ich mag denken, mit anderen zusammen denken. Von sich selbst ausgehend denken und Gedanken von anderen fruchtbar machen für die Arbeit am guten Leben.“ Aus der Diskussion von feministischen und frauenpolitischen Themen bei Netzwerktreffen und in Mailinglisten entstanden Publikationen und Online-Projekte.
Inspiriert von den italienischen „Sottosopras“, den Flugschriften des Mailänder Frauenbuchladens, erschien Liebe zur Freiheit, Hunger nach Sinn 1999 im Christel Göttert Verlag. Das quadratische Büchlein mit dem Untertitel Flugschrift über Weiberwirtschaft und den Anfang der Politik war das erste der Reihe Philosophisch-politische Bändchen. Die Autorinnen Ulrike Wagener, Dorothee Markert, Antje Schrupp und Andrea Günter wollten sich nicht mit Debatten zum Thema Gleichstellung und formalen Rechten zufriedengeben, sondern fragen, wie sich die Freiheit der Frauen verändernd auf die Philosophie auswirkt.
Das Internet-Gesprächsforum Gutesleben bestand ab 2002. Es war ein Nachfolgeprojekt des internationalen Symposions Am Ende des Patriarchats – neu über gutes Leben nachdenken, das vom 30. August bis zum 1. September 2002 in Salzburg stattgefunden hatte. Aus ihm ging eine Sammlung von Thesen hervor, die unter dem Titel Gutes Zusammenleben im ausgehenden Patriarchat. Argumente für ein leistungsunabhängiges Grundeinkommen und weitere Gedanken zum Thema Geld, Arbeit und Sinn auf einer Online-Plattform veröffentlicht wurden. Die Autoren – außer Dorothee Markert sind das Antje Schrupp, Christof Arn, Ina Praetorius, Michaela Moser, Ursula Knecht-Kaiser, Angela Berlis, Maria K. Moser – verstehen ihn als „Denkanstoß für die Neuorganisation des Zusammenlebens nach dem Zusammenbruch der statischen Geschlechterordnung“.
2007 initiierte Dorothee Markert mit anderen Frauen das Online-Forum beziehungsweise-weiterdenken. forum für philosophie und politik. Es ist ein Forum, das von den Beziehungen von Frauen ausgeht und eine „Plattform für Ideen zu schaffen [will], die ausgehend von der weiblichen Liebe zur Freiheit die Welt verstehen und Gesellschaft gestalten.“ Dabei können sich jederzeit neue Autorinnen und Redakteurinnen beteiligen. Den Titel des Forums und die Bedeutung von Beziehungen für politische Veränderungen erklärt Dorotheee Markert so: „Politische Veränderungen erfordern Lernen. Damit ein gutes gesellschaftliches Zusammenleben möglich wird, muss ich immer wieder lernen, muss loslassen und Neues wagen. Dies gilt ebenso für die verschiedenen Gemeinschaften, in denen ich lebe. Damit eine Gemeinschaft sich verändern kann, muss auch hier losgelassen und Neues gewagt werden, muss eine Phase der Verunsicherung durchgestanden werden. Und wenn dieses Lernen nur “beziehungsweise” geht, dann ist klar, dass dasselbe für Politik, für jede Art von Veränderung gilt.“
An diesem Online-Forum ist Dorothee Markert zum einen als Redakteurin beteiligt. Auch hier vermittelt sie zudem das Denken italienischer Philosophinnen, indem sie ihre Werke zusammenfassend wiedergibt und kommentiert, zuletzt das Buch Al mercato della felicitá (Auf dem Markt des Glücks) von Luisa Muraro. Zum anderen schreibt sie Beiträge, in denen sie ausgehend von Beobachtungen über ihre eigenen Gedanken entwickelt. Die Themen sind vielfältig: hilfreiche Wortschöpfungen zur Kritik männlicher Verhaltensweisen, Lektüreerfahrungen, das Unbehagen bei Oratorien-Aufführungen, Care-Arbeit, lesbische Elternschaft und wideraufgetauchte Frauenzeichen, um nur einige zu nennen.
Das Wörterbuch ABC des guten Lebens erschien 2012 zunächst gedruckt in der Reihe Philosophisch-politische Bändchen des Christel Göttert Verlags, inzwischen ist es auch als Online-Wörterbuch verfügbar. Es ist ein Gemeinschaftsprojekt von Dorothee Markert mit Ursula Knecht, Caroline Krüger, Michaela Moser, Anne-Claire Mulder, Ina Praetorius, Cornelia Roth, Antje Schrupp und Andrea Trenkwalder-Egger. Das ABC des guten Lebens begreift sich als „Arbeit am Symbolischen“, ein Begriff der italienischen Philosophinnen, oder „postpatriarchales Denken“. Es geht davon aus, dass das Patriarchat als symbolische Ordnung zu Ende geht. Für eine neue symbolische Ordnung, die dem guten Leben aller dient, stellt es Begriffe vor. Einige davon sind neu, zum Beispiel „Geburtlichkeit“, „Wirtinschaft“, „Scheißologie“ und „intervitale Gespräche“, vor allem aber bewerten die postpatriarchalen Denkerinnen Begriffe neu und erlauben so auch eine neue Sicht auf bestehende Verhältnisse. Um an den Gedanken des „ABC des guten Lebens“ weiterzudenken, luden die neun Autorinnen zu einem Symposion ein. Die erste Denkumenta, eine internationale Konferenz, an der siebzig Frauen und zwei Männer teilnahmen, fand unter dem Titel Gutes Leben im ausgehenden Patriarchat vom 29. August bis 1. September 2013 im Bildungshaus St. Arbogast in Österreich statt.

## Veröffentlichungen

### Buchveröffentlichungen (als Autorin)
- Momo, Pippi, Rote Zora… was dann? Leseerziehung, weibliche Autorität und Geschlechterdemokratie, Ulrike Helmer Verlag, Königstein/Taunus 1998, ISBN 978-3-927164-67-3
- mit Ulrike Wagener, Antje Schrupp und Andrea Günter: Liebe zur Freiheit, Hunger nach Sinn. Flugschrift über Weiberwirtschaft und den Anfang der Politik, Christel Göttert Verlag, Rüsselsheim 1999, ISBN 978-3-922499-36-7
- Wachsen am Mehr anderer Frauen. Vorträge über Begehren, Dankbarkeit und Politik, Christel Göttert Verlag, Rüsselsheim 2002 und 2009, ISBN 978-3-939623-13-7
- Nicht Mangel, sondern Fülle. Arbeiten neu denken, Christel Göttert Verlag, Rüsselsheim 2003, ISBN 978-3-922499-68-8
- Fülle und Freiheit in der Welt der Gabe, Christel-Göttert-Verlag, Rüsselsheim 2006, ISBN 978-3-922499-86-2
- Lebenslänglich besser. Unser verdrängtes pietistisches Erbe, Books on Demand, Norderstedt 2010, ISBN 978-3-8391-9542-0
- mit Ursula Knecht, Caroline Krüger, Michaela Moser, Anne-Claire Mulder, Ina Prätorius, Cornelia Roth, Antje Schrupp, Andrea Trenkwalder-Egger: ABC des guten Lebens, Christel Göttert Verlag, Rüsselsheim 2012, ISBN 978-3-939623-40-3

### Übersetzungen
- Chiara Zamboni: Denken in Präsenz, Christel Göttert Verlag, Rüsselsheim 2013, ISBN 978-3-939623-45-8
- mit Antje Schrupp: Diotima: Macht und Politik sind nicht dasselbe, Ulrike Helmer Verlag, Sulzbach/Taunus 2012, ISBN 978-3-89741-338-2
- Chiara Zamboni: Unverbrauchte Worte. Frauen und Männer in der Sprache, Christel Göttert Verlag, Rüsselsheim 2005, ISBN 978-3-922499-73-2
- mit Antje Schrupp und Andrea Günter: Diotima u. a.: Die Welt zur Welt bringen. Politik, Geschlechterdifferenz und die Arbeit am Symbolischen, Ulrike Helmer Verlag 1999, ISBN 978-3-89741-030-5
- mit Antje Schrupp: Diotima: Jenseits der Gleichheit. Über Macht und die weiblichen Wurzeln der Autorität, Ulrike Helmer Verlag 1999, ISBN 978-3-89741-023-7

### Sonstige Veröffentlichungen
(Quelle:)
- Mädchenerziehung in unseren Schulen. In: Beiträge pädagogischer Arbeit 1/1992, S. 54–70
- Gretchenfrage. Feministische Lehrerin und brave Mädchen. In: Unterschiede 12/1994, S. 14–15
- Das “Mehr” und das “Weniger”. Konfliktgespräche mit verkrachten Frauengruppen. In: Unterschiede 12/1994, S. 16–18
- Über die Bedrohlichkeit befreiender Gedanken. In: Emanzipation Mai 1996, S. 19–21
- “Kultivierung” der Beziehungen unter Frauen. Zwischen “Frauensolidarität” und Abbruch der Beziehung. In: FAMA 4, Dez. 1996, S. 3–5
- Für ein Ende der Diskussionen unter der irreführenden Überschrift “Koedukation”! In: Ethik und Sozialwissenschaften 7/1996, S. 556–559
- Die politische Bedeutung von Dankbarkeit. Überlegungen zum Anspruch auf Wohlbehagen, zu gerechtem Tausch und der Freiheit zum Handeln. In: Schlangenbrut 59, Nov. 1997, S. 5–9
- “In der Schule vergeht dir das Lachen”. In: Oomen-Welke (Hrsg.): “…. ich kann da nix!” Mehr zutrauen im Deutschunterricht, Fillibach Verlag, Freiburg 1998, S. 39–52
- Wir wollen heiraten … noch in diesem Jahrhundert! In: UKZ 2/3 1999, S. 19–21
- Wird die feministische Erziehung erwachsen? Das Nachdenken über “feministische Erziehung” als Chance für ein Zusammenwachsen der Frauenbewegung. In: Schlangenbrut 68, 2/2000, S. 5–9
- Meine Tochter liebt eine Frau. Mein Sohn liebt einen Mann. Beratungsführer für Eltern und andere. LSVD-Sozialwerk e.V. (Hrsg.), Okt. 2000

## Rezensionen
- Wachsen am Mehr anderer Frauen, Bericht von Laura Freisberg über die Lektüre des Buches im Leseclub der Frauenstudien München
- Wachsen am Mehr anderer Frauen, Rezension von Antje Schrupp auf ihrer Website, ursprünglich erschienen in Virginia-Frauenbuchkritik 2003
- ABC des guten Lebens, Rezension von Chiara Zamboni im Forum beziehungsweise-weiterdenken
- Impulse feministischer Philosophie aus Italien, Rezension von Christoph Fleischer zu Diotima: Macht und Politik sind nicht dasselbe auf seinem Blog